# Герб Ржаксинского района
Герб муниципального образования Ржа́ксинский район Тамбовской области Российской Федерации.
Герб района утверждён 19 августа 2011 года Решением Ржаксинского районного Совета народных депутатов от 19.08.2011 № 297.
Герб подлежит внесению в Государственный геральдический регистр Российской Федерации.

## Описание герба
«В лазоревом поле серебряный летящий орёл с распростёртыми крыльями, золотым клювом и лапами и червлёными глазами, сопровождаемый в оконечности возникающими сложенными в пояс без числа цветами подсолнечника с золотыми лепестками и черными сердцевинами».

## Обоснование символики герба
Основная идея герба заключена в подсолнухе, основной сельскохозяйственной культуре, выращиваемой в районе, и в серебряном орле, который подчёркивает свободу и радость, качества, свойственные жителям района.
Лазоревый цвет щита символизирует честность, верность, безупречность.